# Stevimir Ercegovac
Stevimir Ercegovac (Zagabria, 20 gennaio 1974) è un ex pesista croato.

## Palmarès
| Anno | Manifestazione          | Sede              | Evento         | Risultato | Misura  | Note |
| ---- | ----------------------- | ----------------- | -------------- | --------- | ------- | ---- |
| 1997 | Giochi del Mediterraneo | Bari              | Getto del peso | Bronzo    | 19,00 m |      |
| 1997 | Mondiali                | Atene             | Getto del peso | 19º       | 19,00 m |      |
| 1999 | Universiadi             | Palma de Mallorca | Getto del peso | Bronzo    | 19,94 m |      |
| 2000 | Giochi olimpici         | Sydney            | Getto del peso | 24º       | 18,98 m |      |
| 2001 | Universiadi             | Pechino           | Getto del peso | 6º        | 19,29 m |      |